# Ludwig von Wurmb
Ludwig Georg Wilhelm Adalbert von Wurmb (* 2. Mai 1788 in Treptow an der Rega oder Wollin; † 28. Februar 1855 in Berlin) war ein preußischer Generalmajor und Kommandeur der 2. Kavallerie-Brigade.

## Leben

### Herkunft
Ludwig war der Sohn des Friedrich Christian von Wurmb (1744–1827) und dessen Ehefrau Sophie Friederike Abigail, geborene von Borcke (1770–1796). Sie war eine Tochter von Wilhelm Friedrich Leopold von Borcke (1737–1787) und der Friederike Gottliebe Tugendreich von Winterfeld. Sein Vater war preußischer Major a. D., zuletzt im Kürassierregiment „Markgraf Friedrich“ sowie Herr auf Unterlosa.

### Militärkarriere
Wurmb besuchte die Schule in Königsberg in der Neumark und trat im Dezember 1800 als Estandartenjunker in das Kürassierregiment „von Bailliodz“ der Preußischen Armee ein. Dort stieg er bis Mitte Januar 1806 zum Sekondeleutnant auf und nahm während des Vierten Koalitionskrieges an den Kämpfen bei Jena und Gadebusch teil. Bei Lübeck wurde Wurmb durch einen Schuss durch den Fuß verwundet und geriet durch die Kapitulation von Ratekau in Gefangenschaft.
Nach dem Frieden von Tilsit kam Wurmb am 10. Juli 1809 in das Brandenburgische Ulanen-Regiment und wurde Anfang November 1812 der Garde-Ulanen-Eskadron aggregiert. Am 14. März 1813 folgte seine Beförderung zum Premierleutnant und als solcher wurde er am 21. Juli 1813 einrangiert. Während der Befreiungskriege kämpfte Wurmb bei Leipzig, Châlons und Vitry. Nach seiner Beförderung zum Stabsrittmeister wurde er am 13. März 1815 in das Garde-Dragoner-Regiment versetzt und avancierte am 8. Juni 1815 zum Rittmeister sowie am 5. April 1816 zum Eskadronchef. Als Major erhielt Wurmb am 25. Januar 1825 den St. Johanniter-Orden. Am 17. Februar 1834 beauftragte man ihn zunächst mit der Führung des 3. Ulanen-Regiments. Unter gleichzeitiger Beförderung zum Oberstleutnant wurde er am 30. März 1835 zum Regimentskommandeur ernannt. Mit Patent vom 2. April 1837 stieg Wurmb am 30. März 1837 zum Oberst auf und erhielt am 8. Juni 1838 die Brillanten zum Orden der Heiligen Anna II. Klasse. Am 7. April 1842 wurde er als Kommandeur zur 2. Kavallerie-Brigade nach Danzig versetzt und in dieser Eigenschaft am 22. März 1843 zum Generalmajor befördert. Aufgrund der anhaltenden Probleme mit seiner Kriegsverletzung stellte man ihn am 19. März 1844 mit Pension zur Disposition.
Nach seiner Verabschiedung verlieh ihm König Friedrich Wilhelm IV. am 19. Januar 1845 noch den Roten Adlerorden II. Klasse mit Eichenlaub. Wurmb starb am 28. Februar 1855 in Berlin und wurde am 3. März 1855 in Dannenwalde beigesetzt.

### Familie
Er heiratete am 27. Dezember 1812 in Falkenhagen Adelheid von Kleist (1795–1854), eine Tochter des Poeten Franz Alexander von Kleist. Das Paar hatte mehrere Kinder:
- Luise Charlotte Friederike Karoline Ida Albertine Wilhelmine Henriette (*/† 1814)
- Ludwig Albert (1815–1889), Sekondeleutnant, Steuerrat ⚭ 1844 Marie Spitzel (1824–1885)
- Max Ludwig (1817–1818)
- Anna Eva Karoline Ida Franziska (1819–1890)
- Otto Ludwig Ulrich (1821–1871), Rittmeister a. D. ⚭ 1852 Seraphie Guide Cäcilie Emilie Schulze (* 1829), Eltern des preußischen Generalleutnants Adalbert von Wurmb (1860–1935)
- Max (Moritz) Ludwig Franz (1823–1891), Historienmaler
- Albertine Ida Maria (1825–1892) ⚭ 1847 Georg von Köller (1823–1916), Landschaftsdirektor, Herr auf Schwenz
- Albertine Ida Karoline (1826–1903) ⚭ 1851 Hugo von Köller (1828–1910), Landschaftsdirektor, Herr auf Schwenz[1]
- Hans Ludwig Friedrich (*/† 1832)